# 淮宝县
淮宝县，中国旧县名。
1941年由苏皖边区政府淮南解放区将淮安、宝应二县京杭大运河以西部分地析置，属盐阜区。治所在岔河镇(今江苏洪泽县岔河镇)。取淮安、宝应二县首字为名。1949年4月属苏北行署区。
1950年3月，苏北行政公署撤销建制，并入淮阴、淮安、宝应三县。